# Diocèse de San Lorenzo
Le diocèse de San Lorenzo (en latin : Dioecesis Sancti Laurentii ; en espagnol : Diócesis de San Lorenzo) est un diocèse de l'Église catholique du Paraguay suffragant de l'archidiocèse d'Asuncion.

## Territoire

Diocèse de San Lorenzo en rouge

Il comprend quelques districts du département Central : Capiatá, Guarambaré, Inmaculada Concepción de Posta Ibycuá, Itá, Itauguá, Nueva Italia, Ñemby, San Antonio, San Lorenzo, San Miguel de Posta Leiva, Santo Domingo Savio, Villeta, Ypacaraí et Ypané. Le reste de ce département se trouve dans l'archidiocèse d'Asuncion.
Son territoire est d'une superficie de 1 944 km divisé en 22 paroisses. Le siège épiscopal est dans la ville de San Lorenzo où se trouve la cathédrale Saint-Laurent (es).

## Histoire
Le diocèse est érigé le 18 mai 2000 par la constitution apostolique Magno perfundimur du pape Jean-Paul II en prenant sur le territoire de l'archidiocèse d'Asuncion.

## Évêques
- Adalberto Martínez Flores (18 mai 2000 - 19 février 2007), nommé évêque de San Pedro
- Sebelio Peralta Álvarez (27 décembre 2008 - 19 novembre 2014)
- Joaquín Hermes Robledo Romero (4 juillet 2015 - )